# Gummo
Gummo è un film statunitense del 1997 di genere drammatico e grottesco, scritto e diretto da Harmony Korine. È stato coprodotto dalla Independent Pictures e dalla Fine Line Features.

## Titolo
Il titolo allude a Gummo Marx, membro del gruppo comico dei Fratelli Marx che li abbandonò prima del successo.

## Trama
In Gummo si intrecciano le storie di diversi personaggi. La narrazione si basa su una premessa: il 3 aprile 1974 la città di Xenia, in Ohio, è stata colpita da un tornado devastante. La catastrofe ha ridotto i cittadini ad una comunità white trash dominata da noia, nichilismo e razzismo.
In questo contesto agiscono i personaggi:
- Tummler e Solomon sono due ragazzini che cacciano gatti randagi rivendendoli a un macellaio. Con i soldi guadagnati in questo modo, pagano una ragazza affetta dalla sindrome di Down per avere rapporti sessuali con lei e sniffano inalanti domestici. A un certo punto anche Jarrod, un loro coetaneo, inizia ad uccidere gatti. Per punirlo, Tummler e Solomon entrano a casa sua mentre è assente e staccano la macchina che tiene in vita sua nonna, costretta a letto in stato catatonico.[4]
- Dot ed Helen sono due sorelle adolescenti. Sono sensuali e attente alla propria bellezza. Hanno una gatta di nome Foot-foot che viene uccisa da Tummler e Solomon. Dot ed Helen riescono a scampare alle molestie di un adulto che ha offerto loro un passaggio.[5]
- Bunny Boy è un ragazzino che indossa sempre un copricapo rosa con orecchie da coniglio. Non parla mai con nessuno e spesso viene ignorato o insultato, assiste al degrado che lo circonda pur senza prenderne parte. In una delle scene finali bacia Dot ed Helen.[6]
- Ellen è una ragazza con autismo amica di Dot ed Helen. La madre la rimprovera continuamente e la opprime.[7]

## Cast
La scelta del cast, secondo le dichiarazioni del regista, è stata determinata da due fattori: l'aspetto degli attori e le emozioni che suscitano. Il modo di leggere le battute è passato in secondo piano.

Korine ha inserito nel cast alcuni abitanti di Nashville con cui è cresciuto. Nella sua visione, solo gli attori non professionisti possono restituire allo spettatore parti dello stesso.

## Interpretazioni
Gummo si presta a più interpretazioni.

### Lettura nietzschiana
Roberto Correa Scienza e Eduardo Yuji Yamamoto hanno interpretato il film come una critica alla società occidentale di fine Novecento. Nella loro lettura, il film esemplifica diversi concetti della filosofia di Nietzsche:
| Concetto nietzschiano | in Gummo |
| --- | --- |
| Il nichilismo: atteggiamento simultaneo di sofferenza e adeguamento di fronte al crollo dei valori tradizionali. Indica la decadenza del mondo occidentale e delle sue istituzioni fondanti.                         | Xenia si trova in una fase di transizione tra il mondo moderno e qualcosa di indefinito. I bambini che giocano nella discarica sono il simbolo più chiaro della vita senza prospettive. Di conseguenza, gli abitanti di Xenia attenuano spesso il proprio disagio con la droga e la violenza. |
| Il letztemensch (l'ultimo uomo): è un essere apatico, privo di sogni e determinazione, alla ricerca del solo benessere.                                                                                              | Gli abitanti di Xenia reprimono i propri istinti creativi e si confortano con piaceri momentanei. Solomon incarna perfettamente il letztemensch quando mangia spaghetti nella vasca sporca del suo bagno di casa. L’unica eccezione è Bunny Boy. |
| L'eterno ritorno: concezione ciclica del tempo. È il rifiuto della trascendenza nella vita umana. | Bunny Boy suona una fisarmonica. Il ritmo della musica (veloce, lento e di nuovo veloce) esprime la monotonia di Xenia. I cambiamenti sono solo apparenti: tutto ritorna uguale. Come all'inizio, anche alla fine di Gummo, Tummler e Solomon uccidono gatti. |
| Il ressentiment (il risentimento): disposizione d'animo di chi odia ciò che ha e se stesso. Nasce dall'invidia. È caratterizzato dall'impotenza, perché chi ne soffre non riesce a migliorare la propria condizione. | La monotonia di Xenia ne è il risultato. Tummler e altri picchiano una sedia. Sfogano tutta la loro energia contro un oggetto inanimato e non producono nulla di costruttivo: il loro ressentiment cresce. Nella sua lettera di suicidio, Tummler scrive di odiare la sua condizione e tutti coloro che lo circondano: è l'apice del ressentiment. Alla fine di Gummo, Bunny Boy corre verso la telecamera. Mostra Foot-foot, che è stata uccisa da Tummler e Solomon. In sottofondo, si sente Crying di Roy Orbison: all'uomo non resta che piangere. Rimane solo con il ressentiment. |
| L'amor fati (l'amore del fato): accettazione della casualità degli eventi. È proprio dell'oltreuomo, che non cerca né una consolazione per le disgrazie passate, né una fuga dalle incertezze future.                | È assente a Xenia: a causa del ressentiment, la volontà di potenza (meccanismo per cui il desiderio mira ad accrescersi incessantemente) dei suoi abitanti è ostacolata. Così il letztemensch non riesce ad accettare la ciclicità della vita e ad amare il proprio destino. |

## Colonna sonora
La colonna sonora comprende sia brani registrati appositamente per il film che composizioni non originali.
La maggior parte delle canzoni sono riconducibili al metal estremo e affini (heavy metal, hardcore punk, black metal, death metal, power violence, grindcore, stoner metal, sludge metal, industrial metal).
 Le altre rientrano nei generi del dark ambient, della drum and bass, del bluegrass, del folk e della musica classica.
Il CD Gummo con la colonna sonora è stato rilasciato negli Stati Uniti d'America il 7 novembre 1997 dalla London Records e dalla PolyGram Records. È stato pubblicato nel Regno Unito il 29 giugno 1998 dalla Domino Records.

È stato ristampato nel 2007 dalla EMI.

### Tracce
1. Absu – The Gold Torques of Ulaid – 3:50
2. Eyehategod – Serving Time in the Middle of Nowhere – 3:34 (Mike Williams) – da Southern Discomfort
3. Electric Hellfire Club – D.W.S.O.B. – 4:10
4. Spazz – Gummo Love Theme – 2:52 (Chris Dodge, Max Ward, Dan Boleri)
5. Bethlehem – Schuld Uns'res Knöch'rigen Faltpferd – 4:35 (Klaus Matton, Jürgen Bartsch, Rainer Landfermann)
6. Burzum – Rundgang um Die Transzendentale Säule Der Singularität – 6:24 (Varg Vikernes; edizioni musicali Amozonian Music) – da Filosofem
7. Bathory – Equimanthorn – 3:38 (Quorthon) – da Under the Sign of the Black Mark
8. Dark Noerd – Smokin' Husks – 4:59 (Ian Christe)
9. Sleep – Dragonaut – 5:42 (Al Cisneros, Matt Pike, Chris Hakius) – da Sleep's Holy Mountain
10. Brujeria – Matando Gueros '97 – 3:14 (Brujeria) – da Marijuana
11. Namanax – The Medicined Man – 5:27 (William J. Yurkiewicz Jr.)
12. Nifelheim – Hellish Blasphemy – 3:25 – da Devil's Force
13. Mortician – Skin Peeler – 3:16
14. Mystifier – Give the Human Devil His Due – 5:29 (Mystifier)
15. Destroy All Monsters – Mom's and Dad's Pussy – 2:00 (Mike Kelley, Cary Loren; edizioni musicali Destroy All Monsters 3)
16. Bethlehem – Verschleierte Irrelgiosität – 5:35 (Jürgen Bartsch, Rainer Landfermann, Klaus Matton, Steinhoff) – da Dictius Te Necare
17. Mischa Maisky – Suite n. 2 per violoncello solo in re minore - Preludio – 4:24 (musica: Johann Sebastian Bach)
18. Sleep – Some Grass – 0:49 (Al Cisneros, Matt Pike, Chris Hakius) – da Sleep's Holy Mountain
19. Rose Shephard / Ellen M. Smith – Jesus Loves Me – 0:41 (Scott Wesley Brown; edizioni musicali BMG Songs, Inc.)

### Tracce escluse dalla tracklist
Le tracce escluse dalla tracklist del CD sono: 
- Almeda Riddle - My Little Rooster
- Flesh 'N' Bone - Nothing But Da Bone in Me
- Buddy Holly - Everyday
- Brighter Death Now - Little Baby
- The Hoosier Hotshots - My Bonnie
- Burzum, Rite Of Cleansure
- Madonna - Like a Prayer
- Ben Webster & Coleman Hawkins - La Rosita
- Roy Orbison - Crying

## Distribuzione
La distribuzione di Gummo come film indipendente nelle sale cinematografiche internazionali è avvenuta soprattutto nel 1997 e nel 1998.
| Paese       | Data             | Titolo            | Festival                               |
| ----------- | ---------------- | ----------------- | -------------------------------------- |
| Stati Uniti | 29 agosto 1997   | Gummo             | Telluride Film Festival                |
| Italia      | 4 settembre 1997 | Gummo             | Settimana internazionale della critica |
| Canada      | 8 settembre 1997 | Gummo             | Toronto International Film Festival    |
| Regno Unito | 15 novembre 1997 | Gummo             | BFI London Film Festival               |
| Francia     | 29 agosto 1998   | Gummo             | L'Étrange Festival                     |
| Giappone    | 24 ottobre 1998  | GUMMO ガンモ      |                                        |
| Portogallo  | 27 maggio 1999   | Os bons Malandros |                                        |
| Brasile     | 20 marzo 2001    | Vida Sem Destino  |                                        |

## Accoglienza

### Critica
Presentato il 4 settembre 1997 alla Settimana internazionale della critica, Gummo scatenò una reazione negativa nel pubblico. Per la crudezza delle scene e delle tematiche affrontate, i primi recensori lo ritennero freddo e spietato.
(Vincenzo Buccheri, Segnocinema, 1997)
(Enrico Pitzianti, Vice, 2017)

### Incassi
Il film è stato realizzato con il budget di $1,3 milioni. Ha incassato nelle sale del Nord America $116.799.

## Riconoscimenti
- 1997 - Gijón International Film Festival 
  - Vincitore dello Special Jury Award[21]
  - Candidatura per il Grand Prix Asturias Best Feature Award
- 1997 - Settimana internazionale della critica. 
  - Vincitore del premio della Fédération internationale de la presse cinématographique – Menzione Speciale (noto come Premio FIPRESCI)
- 1998 - Gotham Independent Film Awards
  - Vincitore dell’Open Palm Award – Menzione Speciale
- 1998 - International Film Festival Rotterdam
  - Vincitore del KNF Award

## The Diary of Anne Frank II
Quello stesso anno Korine montò per un'esposizione artistica The Diary of Anne Frank Part II, un corto di 40 minuti proiettato su tre schermi contemporaneamente realizzato assemblando scene originariamente concepite per Gummo, lo stesso Korine lo ha definito un seguito ed un'opera complementare a Gummo aggiungendo inoltre di avere abbastanza materiale non inserito nella versione finale che basterebbe per realizzare altri due lungometraggi.

## Curiosità
- Korine ha definito il genere di Gummo “realismo surrealista”. Tutto viene presentato allo spettatore come reale, sebbene le scene siano volutamente provocatorie o ricostruite.[9]
- La sceneggiatura del film era completa solo per tre quarti, prima di iniziare le riprese. Il cast, quasi interamente composto da amici di Korine senza alcuna esperienza di recitazione, poteva scegliere quando interrompere ogni scena. Se il risultato non era soddisfacente, era Korine a dare indicazioni agli attori.
- Tutte le abitazioni in cui sono state effettuate le riprese sono state lasciate intatte, così come si vedono nel film, senza alcuna modifica.
- Molte delle sequenze inserite nel film sono state girate con veri abitanti del posto, realizzate come prova durante la pre-produzione e la ricerca dei luoghi delle riprese.
- I personaggi di Dot e Helen sono una citazione alle omonime chitarrista e batterista della band The Shaggs. Il loro gatto inoltre prende il nome dalla loro canzone My Pal Foot Foot che tratta appunto di un gatto smarrito. Un altro brano delle Shaggs, Who Are Parents? verrà ripreso per la scena finale di Ken Park (2002) diretto da Larry Clark e sceneggiato da Korine[24].